# Социальное предпринимательство в Греции
Принципы социального предпринимательства в Греции закреплены Законом 4019 от 2011 года «О социальной экономике, социальном предпринимательстве и других положениях». Согласно законодательному акту, в Греции существует три категории социальных предприятий: интеграционные, кооперативы социальной опеки и кооперативные предприятия общественного производства. Существует и четвёртая форма социального предпринимательства, регулируемая Министерством здравоохранения. Это так называемые социальные кооперативы с ограниченной ответственностью. Основная их цель — трудоустройство людей с психическими расстройствами.

## Становление социального предпринимательства в Греции
В 2011 году в Греции был принят Закон «О социальной экономике, социальном предпринимательстве и других положениях», в какой-то мере урегулировавший вопрос социального предпринимательства. Но согласно исследованиям европейских и, в частности, греческих экономистов, к 2013 году Греция сильно отставала от стран континента по развитию предпринимательства, снимающего напряжение в обществе. К негативным факторам относили отсутствие бизнес-инкубаторов для социального предпринимательства и образовательных программ, слабую информационную поддержку.
По состоянию на 2012 год в Греции численность занятого в социальной сфере населения составляла около 1,8 % от общей численности занятого населения. В стране были зарегистрированы 8 400 кооперативов и около 2 000 волонтёрских организаций, из которых около 300 активно участвовали в общественной жизни, 71 женский союз и 15 социальных кооперативов с ограниченной ответственностью (англ.  Limited Liability Social Cooperatives, KoiSPE), которые занимаются трудоустройством и интеграцией людей с психическими заболеваниями.

## Поддержка социального предпринимательства
Социальное предпринимательство в Греции иногда рассматривается как механизм выхода страны из глубокого экономического кризиса. С целью поддержки направления при Правительстве создан Комитет по общественной экономике, куда входят специалисты Греции и других стран Европы.
В Салониках ежегодно проводится форум социального предпринимательства, который организует Министерство труда и социального обеспечения.

## Классификация

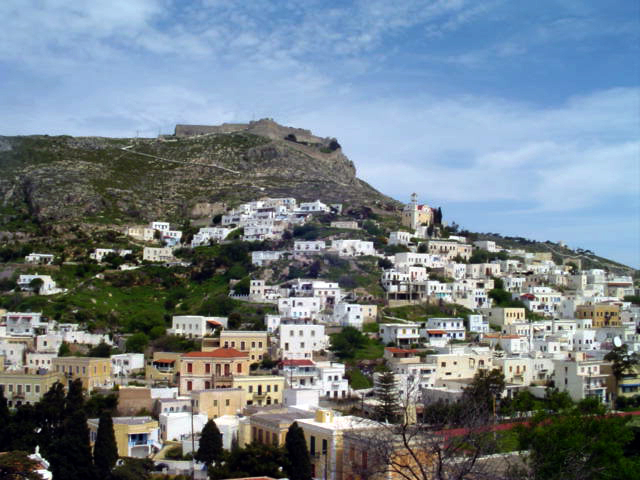
В больнице на острове Лерос была разработана специфическая форма социального предпринимательства

Закон 4019/2011 «О социальной экономике, социальном предпринимательстве и других положениях» урегулировал вопрос создания социальных предприятий. Единственной официальной формой социального предпринимательства является социальных кооперативов. Хотя законом и поощряется помощь уязвимым группам населения, всё же сам термин применим не только к предприятиям, оказывающим социальные услуги остро нуждающимся гражданам, но также к тем, кто помогает развитию региона и общества в целом.
В законе представлена следующая классификация социальных предприятий:
- интеграционные социальные кооперативы (занимаются социальной и трудовой интеграцией людей, оказавшихся в трудной жизненной ситуации. Не менее 40 процентов членов такого предприятия должны относиться к уязвимым слоям населения: лечащимся от алкоголизма или наркозависимости, страдающим хроническими и тяжёлыми заболеваниями, психическими расстройствами, несовершеннолетним преступникам, женщинам, пережившим насилие, иммигрантам и беженцам, пожилым людям[2]. Также к этой категории относят людей, пострадавших в результате стихийных бедствий);
- Кооперативы социальной опеки (предоставляют услуги и производят товары для инвалидов, пожилых, новорождённых и детей разного возраста, людей с хроническими заболеваниями);
- кооперативные предприятия общественного производства (производят товар, в котором нуждается общество, а также содействуют развитию региона или населённого пункта. К этой группе относят организации, работающие в сферах культуры, экологии, жилищно-коммунального хозяйства, образования, поддержания традиционных видов деятельности, укрепления местных продуктов, товаров, традиций).

Специфической для Греции формой социального предпринимательства также являются социальные кооперативы с ограниченной ответственностью (англ.  Limited Liability Social Cooperatives, KoiSPE). За формирование таких предприятий отвечает Министерство здравоохранения Греции и Департамент психического здоровья. В начале 1990-х годов в психиатрической больнице на острове Лерос решили трудоустроить пациентов. Это дало положительные результаты в лечении. Форма кооперативов для пациентов психиатрических клиник была закреплена в 1999 году Законом «Об охране здоровья». 35 % сотрудников этих кооперативов — пациенты психиатрических больниц, 45 % — специалисты в области психиатрии, максимум 20 % сотрудников — лица, не относящиеся ни к одной из этих категорий.

## Примеры социального предпринимательства
В соответствии с греческим законодательством, социальные предприятия регистрируются в специальном реестре, который регулирует Министерство труда и социального обеспечения.
В 2012 году список социальных предприятий пополнил социальный кооператив «Родители Халандри». Учредили предприятие молодые родители, столкнувшиеся с проблемой устройства детей в детский сад или школу. Относится предприятие к группе кооперативов социальной опеки. «Родители Халандри» нашли возможность создания частной школы и детского сада. В уставе кооператива указано, что 5 процентов доходов организации формируют резервный фонд, 35 % идут на оплату труда работникам компании, а оставшиеся 60 % инвестируются в модернизацию, оснащение и проведение различных мероприятий. Такое распределение доходов характерно социальным предприятиям Греции и регламентировано Законом 4019/2011.